# Obrovanj
Koordinati:   43°50′33″N, 15°29′55″E
Obrovanj je majhen nenaseljen otoček v Jadranskem morju. Pripada Hrvaški.
Otoček leži okoli 0,5 km južno od Vrgade. Njegova površina meri 0,04 km². Dolžina obalnega pasu je 0,75 km. Najvišja točka na otočku doseže višino 10 mnm.